# 宿迁泽达职业技术学院
宿迁泽达职业技术学院是位于江苏省宿迁市的一所民办普通高职院校，由浙江泽达教育集团及下属江苏泽达教育投资管理有限公司投资。

## 历史
- 1998年，创建淮安军星科技学校。
- 2008年，创建江苏楚天科技职业学院(筹)，合署，代码14162。
- 2010年，江苏楚天科技职业学院(筹)更名泽达职业技术学院(筹)，代码14293。
- 2010年，泽达职业技术学院(筹)正式批准备案，为宿迁泽达职业技术学院，代码14293。

## 专业设置
- 模具设计与制造
- 机电一体化技术
- 建筑工程技术
- 建筑装饰工程技术
- 动漫设计与制作
- 计算机应用技术
- 市场营销
- 建筑工程造价